# فقميات
الفقمات الحقيقية أو الفقمات عديمة الآذان (الاسم العلمي: Phocidae) تعد واحدة من ثلاث مجموعات رئيسية من الثدييات داخل فيلق زعنفيات الأقدام. ويتبع جميع الفقمات الحقيقية فصيلة الفقميات. ويطلق عليها أحيانًا الفقمات الزاحفة وذلك لتمييزها عن فقمات الفراء وأسود البحر التابعين لفصيلة عجل البحر (أوتاريدي). ويعيش العديد من الفقمات داخل المحيطات الموجودة في نصفي الكرة الأرضية، ولكن يقتصر معظمهم على العيش في القطبية ودون القطبية والمناطق ذات المناخ المعتدل، وذلك باستثناء النوع الأكثر استوائية وهو الفقمات الراهبة. ويُسمّى صغير الفقمة جروًا سواء كان ذكرًا أو أنثى.

## البنية التشريحية
تختلف الفقمات التي تنتمي إلى فصيلة الفقمات الأصيلة (فوسيديا) بمقدار بمقدار 1.17 متر(3.8 قدم) طولاً و45 كيلو غرام (99 باوند) وزنًا في الفقمات الحلقية، وتصل إلى 4.9 أمتار (16 قدم) و2,400 كيلو غرام (5,300 باوند) في فقمات فيل البحر الجنوبية.
ويمكن تصنيف هذه الفقمات في الحياة المائية وذلك بدرجة أعلى من الفقمات ذوات الآذان. وليس لهذه الفقمات أذن خارجية ولكنها تتمتع بجسد أملس وانسيابي. ومما يسهم في زيادة انسيابية جسدها أن بها حلمتين وخصيتين داخليتين وغلاف قضيبي داخلي يمكن طيهم. كما توجد طبقة ملساء من الدهن تحت الجلد. ولديها القدرة على تحويل الدم المتدفق إلى هذه الطبقة كي تستطيع التحكم في درجة حرارتها.

### الأطراف
تستخدم هذه الفقمات زعانفها الأمامية في توجيه زحفها، بينما تكون زعانفها الخلفية مقيدة بالحوض بحيث لا تستطيع أن تجعلها تحت جسدها كي تتمكن من السير عليها.
كما أنها تستطيع السباحة لمسافات طويلة وبشكل فعال وذلك بسبب ما تتمتع به من انسيابية مقارنة بفقمات الفراء وأسود البحار. وعلى الرغم من ذلك، فلا تتمتع هذه الفقمات بالرشاقة الكافية، وذلك لأنها لا تستطيع تحريك زعانفها الخلفية إلى أسفل مما يجعلها تحتاج إلى أن تتلوى مستخدمةً لزعانفها الأمامية وعضلات بطنها.
وتمتلك الأنواع التي تنتمي لأسرة الفوسيديا أسنانًا أقل مما تمتلكه الأنواع البرية لفصيلة اللواحم، ولكنها مع ذلك تمتلك أنياب. كما أن بعض الأنواع ليس به أي أضراس تمامًا. ترتيب أسنانها كالآتي:
{\displaystyle {\tfrac {2-3.1.4.0-2}{1-2.1.4.0-2}}}

## وظائف الأعضاء

### التنفس والدورة الدموية
يسمح التنفس والدورة الدموية لهذه الأنواع أن تغوص إلى أعماق كبيرة، كما يساعدها على قضاء فترات طويلة تحت الماء بين الأنفاس. أثناء الغوص يُحبس الهواء بشكل إجباري من الرئتين داخل ممرات جهاز التنفس العلوي، حيث يكون من الصعب امتصاص الغازات داخل مجرى الدم. مما يساعد على حماية الفقمات من الانثنائات. كما أن الأذن الوسطى مبطنة بتجويف دموي ينتفخ أثناء الغوص مما يساعد على الحفاظ على ضغط ثابت.

## تاريخ الحياة

### السباحة
بينما تعرف الفقمات ذوات الآذان (الأوتاريدس) بالسرعة والمناورة، تشتهر هذه الأنواع بالحركة الاقتصادية والفعالة. مما يسمح لها أن تطوف في الأرض بحثًا عن الطعام مستغلة لموارد أية فريسة، بينما تُقيد الأوتاريدس بالمناطق متقلبة الأمواج القريبة من مناطق توالدها.
وتسبح هذه الأنواع عن طريق حركات جانبية لأجسادها وذلك باستخدام الزعانف الخلفية الخاصة بها إلى أقصى درجة ممكنة.

### كيفية التواصل فيما بينها
لا تتواصل هذه الفقمات عن طريق «النبح» مثل الأوتاريدس. وإنما تتواصل فيما بينها عن طريق الصفع بالماء والشخير.

### التناسل

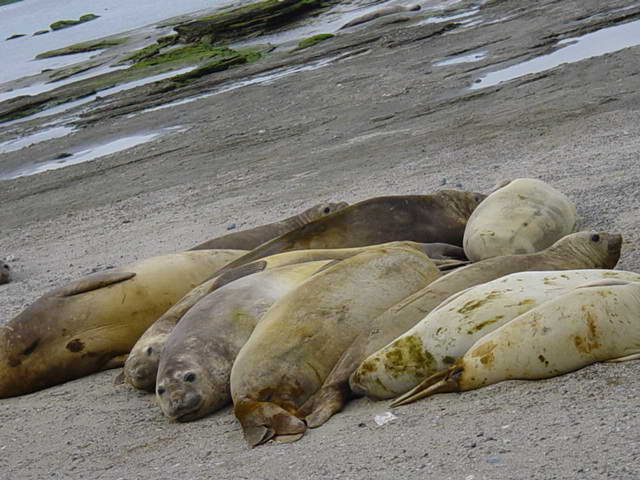
يظهر في الصورة سبع من كبار وصغار الفقمات، حيث يقترب بعضهم من البعض بشدة على الشاطئ

تقضي هذه الأنواع معظم أوقاتها في البحر، ولكنها تعود إلى الأرض أو إلى قطعة من الجليد لتتزاوج وتتناسل.
كما تقضي الإناث الحوامل فترات طويلة في البحر باحثةً عن الطعام ومكونةً مخزونًا دهنيًا، ثم تعود إلى منطقة تناسلها لتستخدم هذه الطاقة المخزنة في تربية الصغار الرُضع. تبدي الفقمات الشائعة إستراتيجة إنجابية مشابهة لتلك التي في الأوتاريدس، حيث تقوم الأم برحلات قصيرة بحثًا عن الطعام لصغارها.
وعلى الأم أن تبقى صائمة أثناء الرضاعة، وذلك لبُعد مصادر الطعام عن مكان الولادة لمئات الكيلومترات. ويتطلب هذا الجمع بين الصوم والرضاعة أن تفرز الأم كميات كبيرة من الطاقة لصغارها في الوقت الذي لا تأكل فيه (ولا تشرب غالبًا). ولا بد أن يتوفر للأمهات احتياجاتهم الأيضية أثناء فترة الرضاعة. وتعتبر هذه الطريقة نسخة مصغرة من إستراتيجية الحوت السنامي. حيث يصوم أثناء شهور الهجرة الطويلة من مناطق جلب الطعام في القطب الشمالي إلى المناطق الاستوائية حيث الولادة والرضاع ثم يعود مرة أخرى.
وتنتج الأمهات لبنًا غليظًا وغنيًا بالدهون مما يمد الصغار بكميات كبيرة من الطاقة في فترات قصيرة. وهذا يسمح للأمهات أن تعود مرة أخرى للبحر لتُجدد مخزونها. وتتراوح معدلات الرضاعة ما بين 28 يومًا بالنسبة إلى فقمة فيل البحر الشمالية إلى ثلاثة أو خمسة أيام فقط بالنسبة إلى الفقمة الحلقية. وتُنهي الأم فترة الرضاعة بتركها لصغارها في مكان الولادة باحثةً عن الطعام.(ويمكن للصغار تكملة الرضاعة إذا أتيحت لهم الفرصة ). غالبًا ما يقوم «سارقو اللبن» بالرضاع من أمهات غير أمهاتهم أو من الأمهات النائمة، مما يؤدي إلى موت صغير هذه الأم لأن الأم الواحدة تكفي لارضاع صغيرٍ واحد.

### النمو والنضج
يحتوي النظام الغذائي للصغار على سعرات حرارية عالية والتي تساعد على بناء مخزون دهني. وتترك الأم صغارها قبل أن يكونوا قادرين على جلب الطعام بأنفسهم، حيث تستهلك الصغار الدهون الخاصة بهم خلال أسابيع أو شهور في الوقت الذي تنموا فيه. وتحتاج الفقمات كباقي الثدييات البحرية إلى وقت لكي تمنوا فيه خزانات الأوكسجين والعضلات المستخدمة في السباحة والممرات العصبية اللازمة للبحث عن الطعام والضرورية لعمليات الغوص. وخلال هذه الفترة لا تأكل الصغار طعامًا ولا تشرب ماءً، وعلى الرغم من ذلك فهناك بعض الأنواع القطبية تأكل الثلج. وتتراوح الفترة التي يظل فيها الصغار صائمين بعد الرضاع من أسبوعين بالنسبة للفقمات ذات القلنسوة إلى 9-12 أسبوعًا بالنسبة لفقمات فيل البحر الشمالية. تعد هذه التكيفات الفيسيولوجية والسلوكية التي تسمح للصغار بتحمل هذا الصيام الجدير بالملاحظة تربة خصبة للبحث والدراسة.

## التصنيف
أدى التحليل الوراثي العرقي (phylogenetic) الذي اُجري عام 1980 على الفوسيديات إلى بضعة استنتاجات حول الترابط بين الأجناس المختلفة. شكلت الأجناس الأربعة هيدورجا وليبتونايكوتس ولوبودون وأوماتوفوكو بتشكيل مجموعة أحادية العرق من قبيلة الفقمة الحقيقية (لوبودونتيني). وكذلك أسرة الفوسينيا التي تتكون من (أيريجناسوس وسايستوفرا، وهاليكورس وفقمات الفوكا) هي أيضًا أحادية العرق. وفي الفترة الأخيرة، اُشتقت خمسة أنواع أخرى من الفوكا مكونةً بذلك ثلاثة أنواع إضافية. ومع ذلك فإن فصيلة فقمات الموناشينا وهي (فقمة البحر المتوسط الراهبة وميرونجا من المحتمل أن يكونوا من مجموعة شبه عرقي.
الرتبة الصغيرة زعنفيات الأقدام

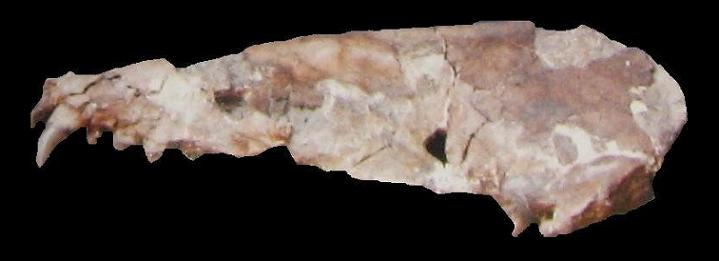
جمجمة فليوفوكا حفرية

- فصيلة الفقمات ذات الأذن: وتشمل فقمات الفراء وأسود البحار
- فصيلة أودوبينيديا[الإنجليزية]: (حيوانات الفظ) الفظات
- فصيلة الفقمات الأصيلة[4]
  - الفصيلة الفرعية موناشينيا[الإنجليزية] (الفقمات الجنوبية)
    - القبيلة الدغناش
      - †موناكوبسيس (Monachopsis)
      - †بريسيتيفوكا (Pristiphoca)
      - †بروبريبتيخوس (Properiptychus)
      - †ميسيفوكا (Messiphoca)
      - †ميسوتاريا (Mesotaria)
      - †كالوفوكا (Callophoca)
      - †بيلوفوكا (Pliophoca)
      - †بونتوفوكا (Pontophoca)
      - فقمة جزر هاواي الراهبة،(Hawaiian monk seal) موناخوس شاوينلاند
      - فقمة جزر هاواي الراهبة (Mediterranean monk seal)، موناخوس شاوينلاند
      - †فقمة جزر الهند الغربية الراهبة (Caribbean monk seal)، موناكو تروبيكالس (من المحتمل أن تكون منقرضة من العام 1950)

    - قبيلة فيل البحر
      - فقمة فيل البحر الشمالية (Northern elephant seal)،ميرونجا انجوستيروستيرس
      - فقمة فيل البحر الجنوبية (Southern elephant seal)،ميرونجا ليونينا

    - قبيلة لوبودينتني (Tribe Lobodontini)
      - †مونثيريم ويماني (Monotherium wymani)
      - فقمة بحر روس (Ross seal)، أوماتوفوكا روسي
      - الفقمة آكلة السرطان (Crabeater seal)، لوبودون كارسينوفاجوس
      - الفقمة الفهدية (Leopard seal)،هيدرورجا ليبتونيكس
      - فقمة بحر ويدل (Weddell seal)، ليبتونيكوتيس ويديللي

    - †أكروفوكا لونجيروستيرس (Acrophoca longirostris)
    - †بيسكوفوكا باسيفيكا (Piscophoca pacifica)
    - †هوميفوكا كابينينز (Homiphoca capensis)

  - الأسرة الفرعية فوسينيا
    - †كاواس بينيجاسورم (Kawas benegasorum)
    - †ليبتوفوكا لينيس (Leptophoca lenis)
    - †بريبوزا (Preapusa)
    - †كريبتوفوكا (Cryptophoca)
    - الفقمة الملتحية (Bearded seal)،أيريجنيسوس بارباتوس
    - الفقمة ذات القلنسوة (Hooded seal)،كايستوفورا كريستيت
    - قبيلة فوسيني
      - الفقمة الشائعة (Common seal) أو فقمة الميناءفوكا فيتولينا
      - الفقمة المنقطة (Spotted seal)، فوكا لارغا
      - الفقمة ذات الحلقات (Ringed seal)، بوسا هيسبيديا (والتي كانت تسمى في السابق فوكا هيسبيديا)
      - فقمة بحر بيكال (Baikal seal)،بوسا سيبريسيا (والتي كانت تسمى في السابق فوكا سيبريسيا)
      - فقمة بحر قزوين (Caspian seal)،بوسا كاسبيكا (والتي كانت تسمى سابقًا فوكا كاسبيكا)
      - فقمة القيثار (Harp seal)،باجوفيليوس جروينلانديكوس (والتي كانت تسمى سابقًا فوكا جروينلانديكوس)
      - الفقمة ذات الأشرطة (Ribbon seal)،هيستريوفوكا فاسييت (والتي كانت تسمى سابقًا فوكا فاسييت)
      - †فوكانييلا (Phocanella)
      - †بلاتيفوكا (Platyphoca)
      - †جرايفوكا (Gryphoca)
      - الفقمة الرمادية (Grey seal)، هاليكوريس جريبوس

## التطور

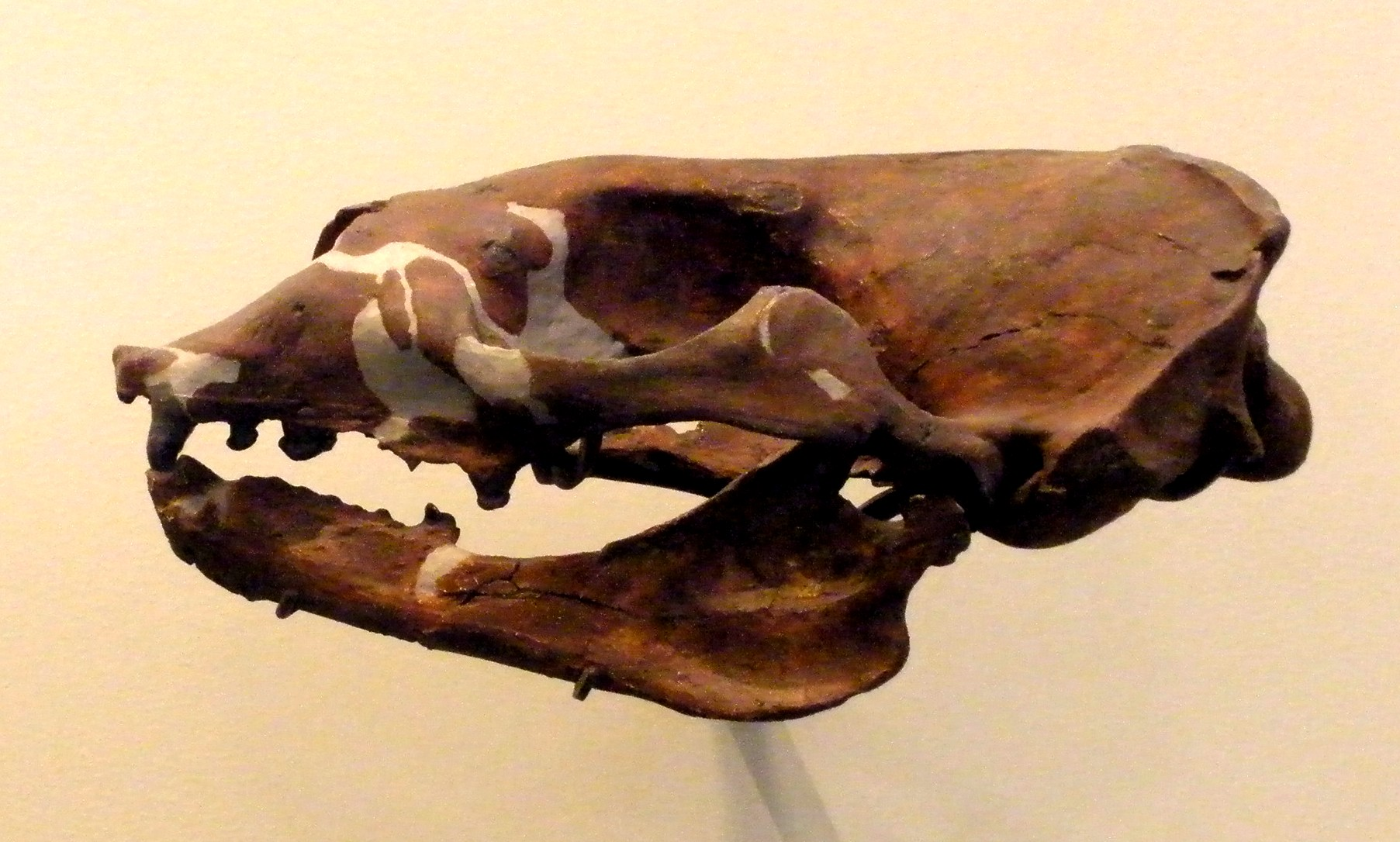
باسيكوفوكا باسيفيكا حفرية

يرجع أقرب تاريخ لحفريات الفوسيدا إلى منتصف فترةالميوسين (Miocene)، منذ 15 مليون سنة وكانت في شمال الأطلنطي. يعتقد العديد من الباحثين حتى وقت قريب أن هذه الأنواع قد تطورت بشكل منفصل عن سباع البحر فيلة البحر (odobenids) وثعلب الماء (otter)، مثل البوتاموثيريم (Potamotherium) والتي تعيش في البحيرات الوروبية ذات المياه العذبة. وتشير بقوة العديد من الأدلة الحديثة إلى أن جميع زعنفيات الأقدام من سلف مشترك واحد، وربما يرتبط الينالياركتوس (Enaliarctos) أكثر بالدببة.
ويعتقد أن فقمة البحر المتوسط الراهبة (Monk seals) وفقمة الفيلة (elephant seals) قد دخلتا لأول مرة المحيط الهادي عبر مضيق مفتوح بين أمريكا الشمالية والجنوبية والذي تم غلقه في فترة البلوسين. من الممكن أن يكون قد استخدمت مختلف الأنواع القطبية الأخرى نفس الطريق، أو من المحتمل أن يكونوا قد سافروا إلى أسفل الساحل الإفريقي الغربي.

## وصلات خارجية
- Elephant Seal Research Group
- Phocidae on Từ điển Bách khoa Việt Nam
- فقميات في المركز الوطني لمعلومات التقانة الحيوية (NCBI)
- (بالفرنسية والإنجليزية) مرجع موسوعة الحياة (EOL) : فقميات